# آلف اسپنسر
آلف اسپنسر (انگلیسی: Alf Spencer؛ زادهٔ) بازیکن فوتبال است.
از باشگاه‌هایی که در آن بازی کرده‌است می‌توان به باشگاه فوتبال لیتون اورینت اشاره کرد.